# SPECTRA (шолом)

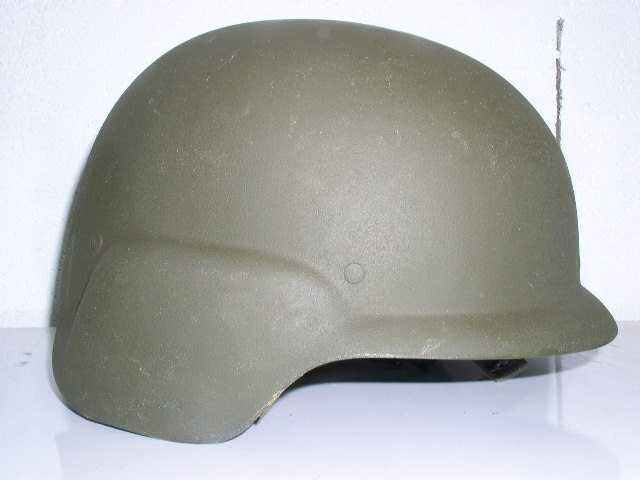
Шолом SPECTRA.

SPECTRA або бойовий шолом CGF Gallet — французький військовий шолом, розроблений для заміни шолома Modèle 1978. Назва походить від матеріалу виготовлення.

## Історія створення
В 1992 році після участі французів в миротворчій місії на Балканах, коли французькі солдати зіткнулися з добре тренованим супротивником (особливо зі снайперами під час осади Сараєво), виявилось, що старенькі шоломи Modèle 1978 вже не відповідають сучасним вимогам ведення війни. Армія замовила розробку нового шолома фірми CGF Gallet. Конструктори взяли за основу американський шолом Personnel Armor System for Ground Troops Helmet (PASGT-H або «Fritz») дуже швидко розробило свій. Перша партія з 5000 негайно була відправлена миротворцям на Балкани (тому вона була голубого кольору, стандартний колір зараз — зелений).

## Конструкція
Шолом має масу в 1,4 кг та виготовляється у двох розмірах, в конструкції використана фібра (по ліцензії американської фірми Honeywell). Забезпечує захист стандарту Standardised Regulation («STANAG») 2920, V50 mini: від осколків до 1,1 грама на швидкості 680 м/с.

## Моделі

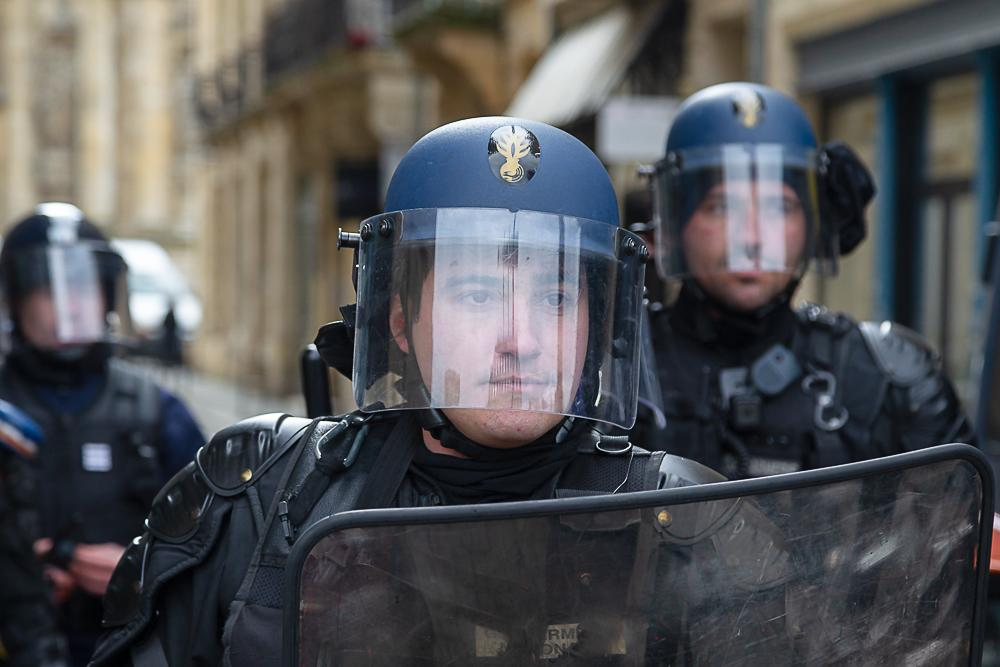
Співробітники жандармерії у касках SPECTRA

Військова модель — CGF Gallet — Série 8320 casque de combat TC «D». Виробляється в трьох розмірах:
- 008320-VKM
- 008320-VKL
- 008320-VKXL

При цьому «V» — «vert» (зелений), а «M» (55,0 — 57,5 см), «L» (57,5 — 60,5 см), «XL» (60,5 — 64,0 см) — розміри.
Підрозділи мобільної жандармерії під час боротьби з масовими заворушеннями користуються з 1996 року версією G2 («каска жандармерії другого покоління»). Від військової версії вона відрізняється синим кольором, емблемою жандармерії спереду, прозорим заборолом і додатковим захистом шиї.

## Країни-експлуатанти
- Канада — в 1997 шолом М1 був замінений на SPECTRA, який під назвою CG634 почав виготовлятися по ліцензії в Онтаріо та у Квебеку.
- Данія — на початку 1990-х прийшов на заміну М1 як Шолом, M/96, зелений. Практично знятий з озброєння.
- Франція — збройні сили та жандармерія.
- Марокко
- Україна — з початком війни на Донбасі кілька сотень шоломів було закуплено у Франції та Данії.[2] Також Канада передала велику кількість CG634[en][3].